# Francesco Geminiani
Francesco Saverio Geminiani (pokřtěn 5. prosince 1687 Lucca – 17. září 1762 Dublin) byl italský hudební skladatel, houslista a teoretik hudby.

## Život
Jeho učiteli byli Alessandro Scarlatti, Carlo Ambrogio Lonati a Arcangelo Corelli. Od roku 1711 působil jako kapelník v Neapoli, roku 1714 přesídlil do Londýna, kde se spřátelil s Händelem, s nímž i koncertoval na královském dvoře. Kolem roku 1750 pobýval v Paříži, pak se vrátil do Londýna. Zemřel v Dublinu; jeho smrt prý byla urychlena šokem z toho, že mu sloužící ukradl cennou partituru, na níž skladatel dlouho pracoval.

## Dílo
Dnes je Francesco Geminiani znám především jako autor tří řad concerti grossi, Opus 2 (1732), Opus 3 (1733) a Opus 7 (1746), celkem 42 koncertů. Psal však též další hudbu, zejména houslové koncerty, sonáty a etudy. Ve své době proslul jako houslový virtuos; svou energickou hrou si získal přezdívku Il Furibondo – Šílenec. Pro poznání barokní hudby jsou cenná jeho teoretická díla, především Umění hry na housle (1751).